# Sinnergöl
Sinnergöl är en sjö i Högsby kommun i Småland och ingår i Alsteråns huvudavrinningsområde. Sjön har en area på 0,125 kvadratkilometer och ligger 77,1 meter över havet. Sjön avvattnas av vattendraget Trändeån.

## Delavrinningsområde
Sinnergöl ingår i det delavrinningsområde (632781-151783) som SMHI kallar för Mynnar i Alsterån. Medelhöjden är 78 meter över havet och ytan är 18,14 kvadratkilometer. Räknas de 4 avrinningsområdena uppströms in blir den ackumulerade arean 124,12 kvadratkilometer. Trändeån som avvattnar avrinningsområdet har biflödesordning 2, vilket innebär att vattnet flödar genom totalt 2 vattendrag innan det når havet efter 29 kilometer. Avrinningsområdet består mestadels av skog (77 procent) och jordbruk (12 procent). Avrinningsområdet har 0,29 kvadratkilometer vattenytor vilket ger det en sjöprocent på 1,6 procent.